# جاگبند بلوز
جاگبند بلوز (به انگلیسی: Jugband Blues) آهنگ پایانی از آلبوم یک نعلبکی رمز و راز گروه موسیقی پراگرسیو/سایکدلیک راک پینک فلوید است که در سال ۱۹۶۸ منتشر شد.این آهنگ توسط خواننده و گیتاریست گروه سید برت نوشته شده‌است و آخرین آهنگ وی است که به صورت رسمی در آلبومی استودیویی از پینک فلوید منتشر می‌شود.

## بازخورد
این آهنگ توسط بسیاری از هواداران پینک فلوید یک نوع خداحافظی غمناک توسط سید برت از گروه عنوان می‌شود.

## عرضه‌های دیگر
این آهنگ به همراه «یک نعلبکی رمز و راز» دو اهنگی از آلبوم «دستگاه‌ها را تنظیم کن به سمت قلب خورشید» هستند که در آلبوم گردآوری‌شده «پژواک‌ها» قرار گرفتند.

## مشارکت‌کنندگان در ساخت آهنگ
- ریچارد رایت - کیبورد
- راجر واترز - گیتار بیس
- نیک میسن - سازهای کوبه‌ای و درام
- سید برت - گیتار و خواننده